# Partição dos Alpes

As 26 secções da Partição dos Alpes

A Partição dos Alpes é uma classificação da cordilheira dos Alpes adoptada em 1926 pelo IX Congresso Geográfico Italiano. A sua subdivisão seguiu as recomendações;  em italiano:  Nomi e limiti delle grandi parti del Sistema Alpino.

## Divisão Tradicional
A partição divide os Alpes em Alpes Ocidentais, Alpes Centrais e Alpes Orientais, subdivididos em 26 secções e 112 grupos. Para facilitar a memorização da sequência das secções era utilizada a frase em italiano:  MA COn GRAn PENa LE RE-CA GIÙ .
Pela primeira vez a divisão dos Alpes preocupa-se com o conjunto da cordilheira alpina e não só com a porção italiana, mesmo se a classificação continua a ser centrada no ponto de vista da italiano. O grande inconveniente desta classificação é o de :
- não compartilhar a divisão e em geral a classificação do sistema alpino em uso nos outros países;
- incluir porções que segundo os especialistas não fazem parte desta cordilheira;
- além de que cada país classificar depois os Alpes à sua maneira.

## SOIUSA
Foi para normalizar esta classificação que em 2005 foi criada a Subdivisão Orográfica Internacional Unificada do Sistema Alpino (SOIUSA) que os divide em duas partes Alpes Ocidentais e Alpes Orientais e com 5 grandes sectores alpinos.